# Apleurotropis lamellata
Apleurotropis lamellata is een vliesvleugelig insect uit de familie Eulophidae. De wetenschappelijke naam is voor het eerst geldig gepubliceerd in 1969 door Kerrich.